# رضم (الطويلة)

تعديل مصدري - تعديل

رضم هي إحدى قرى عزلة بني الخياط بمديرية الطويلة التابعة لمحافظة المحويت، بلغ تعداد سكانها 267 نسمة حسب تعداد اليمن لعام 2004.